# John Cunningham
John Cunningham (ca. 1575 - 1651) va ser un explorador escocès que va servir sota la bandera danesa i que va participar en diverses expedicions a l'Àrtida.
A Dinamarca va ser conegut com a Hans Koning i el 1603 es va convertir en capità de la marina danesa. El 1605 va ser capità de la Trost i comandant en cap d'una expedició danesa a Groenlàndia, composta per tres vaixells, el Trost, el Den Rode Love (comandat per Godske Lindenov) i el Katten (comandat per John Knight). James Hall era el pilot de l'expedició. L'expedició va arribar a la costa oest de Groenlàndia, al fiord del Rei Cristian, i va realitzar una campanya de reconeixement en direcció nord, on va cartografiar la costa fins als 68° 35′ N. No van aconseguir trobar restes dels antics colons, però si van veure i van capturar a alguns inuits i van recollir mostres d'un mineral que creien contenia plata. L'informe al rei anava acompanyat de 4 mapes, els primers de la costa oest de Groenlàndia. Aquest informe i altres publicats per Samuel Purchas van ser una valuosa font de coneixements sobre Groenlàndia que Anglaterra va utilitzar amb més avantatge que la mateixa Dinamarca.
L'any següent, el rei Cristià IV de Dinamarca va enviar una nova expedició a Groenlàndia, aquesta vegada al comandament directe de Lindenov, de nou amb Hall com a pilot. Cunningham participava aquesta vegada només com a capità. Cinc vaixells van ser enviats: el Trost (comandat per Lindenov), el Den Rode Love (al comandament de Cunningham), el Katten (comandat per Anders Nolk), l'Ørnen (comandat per Hans Bruun) i el Gillibrand (comandat per Carsten Richardson). L'expedició va desembarcar al sud-oest de Groenlàndia i va continuar l'exploració mineralògica a la mateixa zona. Les males condicions, el gel i els corrents a l'estret de Davis, van empènyer els vaixells a l'oest, fins que van arribar a prop dels 66° N, quan van poder posar rumb est i arribar a la costa occidental de Groenlàndia. Tot i que van albirar l'illa de Baffin, no van aconseguir posar peu en ella. Van tornar a recollir mostres de mineral i capturar diversos inuits.
El 1615 va ser un dels comandants de l'expedició naval dirigida per Gabriel Kruse que va ser enviada a Spitsbergen per a demandar els peatges als baleners estrangers. Allà es va trobar amb altres experimentats mariners, com Robert Fotherby, Thomas Edge i Adriaen Block. A l'any següent, com a capità de la Gabriel, va formar part de l'expedició naval encapçalada per Jorgan Daa enviada per lliurar les costes de Noruega, les illes Fèroe i Islàndia dels baleners il·legals i la pirateria. El 1619 va ser nomenat Governador de la província de Finnmark, un lloc que va mantenir fins a la seva mort el 1651.